# Секст Фурий Медуллин Фуз
Секст Фурий Медуллин Фуз (лат. Sextus Furius Medullinus Fusus) — римский государственный деятель начала V века до н. э.
Фуз происходил из патрицианского рода Фуриев. В 488 году до н. э. он был назначен консулом со Спурием Навтием Рутилом. Во время его консульства велась война с вольсками, которых привёл Гней Марций Кориолан. Больше о нём ничего неизвестно.